# Панкевич, Юлиан Иванович
Юлиан Иванович Панкевич (Панькевич) (псевдоним — Простен Добромыслов, укр. Юліан Іванович Панькевич; 4 июля 1863, Устье-Зелёное — 1933, Харьков) — украинский художник, иллюстратор, литератор, общественный деятель. Видный деятель украинской культуры конца XIX — первой половины XX века.

## Биография
Сын церковного художника. При помощи графа В. Дидушицкого получил образование в Краковской школе изящных искусств, где учился у Л. Лефлёра и Ф. Цинка. Позже продолжил учёбу в художественно-промышленной школе в Вене.
Серьёзно занимался сакральной живописью, привнося в неё народный колорит, разнообразие орнаментики, бытовые детали. Высокую оценку имели в своё время его картины «Иисус Христос», «Богородица», «Сельская Мадонна».
Много сил отдавал работе над иллюстрациями к «Слову о полку Игореве», к повестям Г. Хоткевича «Каменная душа», произведениям С. Руданского. Был секретарем общества по развитию русского искусства, вместе с И. Трушем основал «Общество поклонников украинской литературы, науки и искусства». Сотрудничал с журналом «Артистичний Вістник».
Ю. Панкевич оставил заметный след в литературе и публицистике. Будучи постоянным автором уездного иллюстрированного календаря «Рогатинець», он часто печатал на его страницах стихи, сатирические куплеты, рассказы.
В многочисленных теоретических статьях Ю. Панкевич ориентировал читателей, а особенно будущих художников, на развитие национального народного искусства.
С 1932 г. работал в Государственном музее изобразительного искусства в Харькове.
Страдая от серьёзного нервного заболевания, под впечатлением начавшихся репрессий, совершил самоубийство.

## Избранные картины
- «Пейзаж со скалами в Бубнице»,
- «Теребовлянский замок»,
- «Возвращение с ярмарки» (1885),
- «На сельской площади» (1891),
- «Рыбаки над Прутом» (1893),
- «Б. Хмельницкий призывает казаков к восстанию» (1896),
- «Тарасово горе» (1903),
- «Подольский пейзаж»,
- «Днепр».